# 昂德洛-莫尔瓦勒
昂德洛-莫尔瓦勒（法語：Andelot-Morval，法語發音：[ɑ̃dlo mɔʁval]）是法国汝拉省的一个市镇，属于隆斯勒索涅区。该市镇于1972年由原市镇昂德洛（Andelot）和莫尔瓦勒（Morval）合并而成。

## 地理
昂德洛-莫尔瓦勒（46°25'33"N, 5°24'58"E）面积10.54 平方千米，位于法国勃艮第-弗朗什-孔泰大區汝拉省，该省份为法国东部内陆省份，北起上索恩省，西北接科多尔省，西临索恩-卢瓦尔省，南至安省，东与杜省和瑞士接壤。
与昂德洛-莫尔瓦勒接壤的市镇（或旧市镇、城区）包括：韦里亚、日尼、蒙塔尼亚勒勒孔迪、图瓦西亚、瓦勒叙朗、瓦勒代皮。

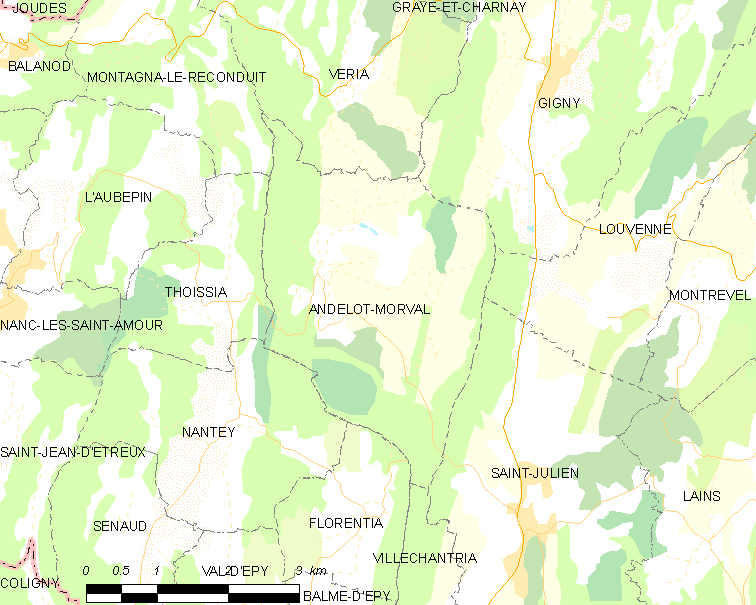
昂德洛-莫尔瓦勒的OSM定位图

昂德洛-莫尔瓦勒的时区为UTC+01:00、UTC+02:00（夏令时）。

## 行政
昂德洛-莫尔瓦勒的邮政编码为39320，INSEE市镇编码为39010。

## 政治
昂德洛-莫尔瓦勒所属的省级选区为圣阿穆尔县。

## 人口

1962-2008年间昂德洛-莫尔瓦勒人口变化图示

昂德洛-莫尔瓦勒于2022年1月1日时的人口数量为91人。